# Kaničky
Kaničky é uma comuna checa localizada na região de Plzeň, distrito de Domažlice.